# Codakia decussata
Codakia decussata är en musselart som först beskrevs av O.G. Costa 1836.  Codakia decussata ingår i släktet Codakia och familjen Lucinidae. Inga underarter finns listade i Catalogue of Life.